# Нагурский, Гжегож
Гже́гож Нагу́рский (пол. Grzegorz Nagórski; род. 11 апреля 1964, Тчев) — польский джазовый тромбонист, композитор и музыкальный педагог.
Получил музыкальное образование в музыкальной академии имени Шимановского в Катовице, затем продолжил обучение в США. В 1983 году лауреатом конкурса «Złota Tarka», в 1986 — международного конкурса джазовой импровизации. В 1994—95 годах преподавал в университете Флориды, затем — в музыкальной академии имени Фредерика Шопена в Варшаве, а также во музыкальных учебных заведениях во Вроцлаве и Нысе.
Был участником ансамблей «New Coast» и «Young Power», а также септета Збигнева Левандовского. В 2007 организовал собственный квартет. По результатам опросов общественного мнения на тематических форумах, Нагурский многократно признавался лучшим джазовым тромбонистом Польши.